# کوه نسار
نِسار (به کوردی نیسار)، نام یک کوه درجنوب غربی شهر بیجار در استان کردستان است، این کوه 2355متر ارتفاع دارد.
پیست اسکی نسار در این کوه می‌باشد..